# Мурахтин, Константин Валерьевич
Константи́н Вале́рьевич Мура́хтин (род. 1976, пос. Петровка, Ивановский район, Одесская область, УССР, СССР) — российский военный лётчик, майор, лучший штурман России (2014), кавалер ордена Мужества («за мужество, отвагу и самоотверженность, проявленные при исполнении воинского долга» на территории Сирии).

## Биография
Константин Валерьевич Мурахтин родился в 1976 году под Одессой, в посёлке лётчиков Петровка, в семье подполковника авиации, военного лётчика-штурмана. Почти сразу после рождения Константина семья переехала к новому месту службы отца — в город Челябинск.
В Челябинске Константин окончил школу и поступил в Челябинское высшее военное авиационное Краснознамённое училище штурманов (ЧВВАКУШ), которое окончил в 1998 году. Другом и однокашником Мурахтина по училищу был Герой России Николай Шпитонков.
После окончания училища Мурахтин был направлен для прохождения службы в 4-й ордена Ленина Краснознамённый центр войсковых испытаний и подготовки персонала военно-воздушных сил имени В. П. Чкалова, дислоцированный в Липецке.
29 июля 2014 года Константин Мурахтин вместе с напарником Станиславом Гасановым стали лучшими на международном конкурсе «Авиадартс-2014», получив первое место в номинации «фронтовые бомбардировщики», опередив лётчиков из Белоруссии и Китая, за что были награждены кубком, медалями и поощрены ценным подарком — автомобилем.
В сентябре 2015 года Мурахтин командирован в Сирийскую Арабскую Республику в состав авиационной группы ВВС России. 
24 ноября 2015 года чудом выжил после атаки на истребитель Су-24, сбитый турецкой авиацией в 4 км от границы с Турцией. Командир его самолёта - лётчик-испытатель, военный лётчик снайпер, Герой России Олег Пешков был застрелен во время катапультирования.
В 2020 году в издательстве "Вече" вышла книга, рассказывающая о воинском пути Константина Мурахтина: Федоров М.И. Герои Сирии. Символы российского мужества / Михаил Федоров. – М. : Вече, 2020. – 432 с. : ил. – (Войны XXI века) ISBN 978-5-4484-1908-9

### Инцидент с Су-24 в Сирии

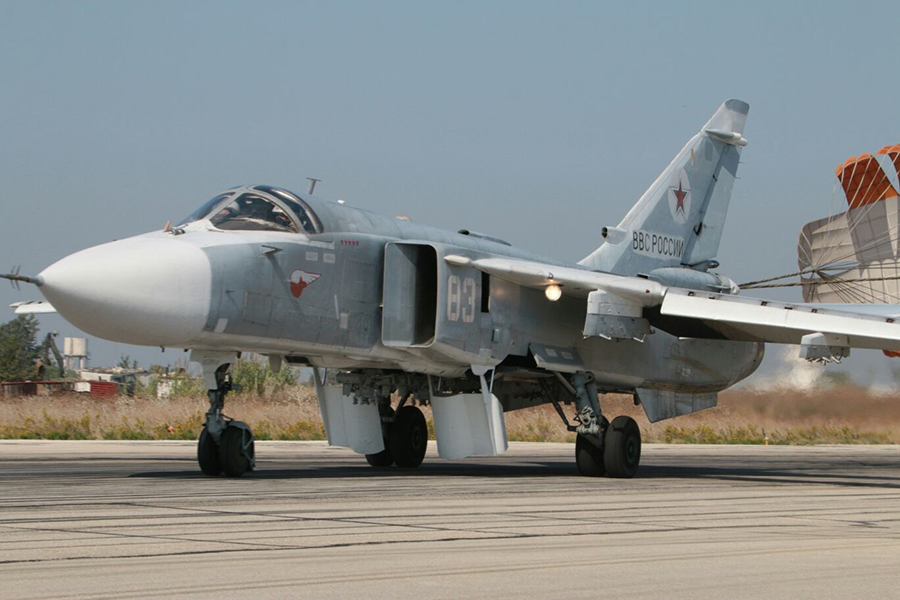
Су-24М подполковника Пешкова и капитана Мурахтина, сбитый 24 ноября 2015 года на сирийско-турецкой границе.
Авиабаза Хмеймим, 7 ноября 2015 года

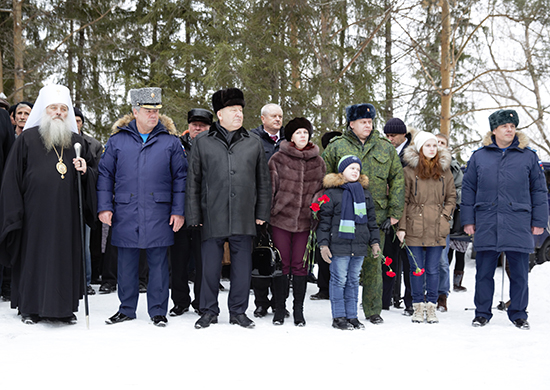
Майор Константин Мурахтин (справа) с семьёй Олега Пешкова на открытии мемориальной доски в селе Косиха. 13 февраля 2016 года

24 ноября 2015 года Константин Мурахтин совершал боевой вылет в составе пары на самолёте Су-24М с задачей бомбового удара по базе террористов, расположенной на севере провинции Латакия в Сирии.
После выполнения боевой задачи, в 10:24 по московскому времени, самолёт Мурахтина с бортовым номером 83 был сбит самолётом F-16 турецких ВВС в районе сирийско-турецкой границы.
Оба лётчика успели катапультироваться, однако командир экипажа Олег Пешков был обстрелян с земли и погиб во время спуска на парашюте.
Первоначально в СМИ сообщалось, что командир воздушного судна погиб, а его напарник взят в плен сирийскими туркменами. Позже пресса заявила, что Мурахтина расстреляли ещё в воздухе вместе с первым пилотом, но он оказался жив. У Мурахтина была травмирована нога.
Спасение лётчика стало результатом совместной операции бойцов сирийских и российских спецподразделений, предпринятой в ночь c 24 на 25 ноября 2015 года и продолжавшейся 12 часов. К вечеру 24 ноября, когда появилась информация, что Мурахтин жив, на его спасение с авиабазы Хмеймим были направлены два вертолёта Ми-8. В тот же вечер один из вертолётов огнём с земли был повреждён, а затем уничтожен, погиб морской пехотинец Александр Позынич, принимавший участие в поисково-спасательной операции. Мурахтин почти сутки скрывался в лесу от преследования противников, пока на него по маячку не вышли солдаты сирийской армии. Сирийские военнослужащие доставили штурмана с территории, подконтрольной террористам, и перевезли на авиабазу Хмеймим.

### Семья
Константин Мурахтин женат, воспитывает сына.

## Награды

#### Награды Российской Федерации
- Орден Мужества (Москва, Кремль, 25 ноября 2015 года) — за мужество, отвагу и самоотверженность, проявленные при исполнении воинского долга[8];
- Медаль «За отличие в военной службе» I, II и III степени;
- Медаль «Участнику военной операции в Сирии» (март 2016 года) — за участие в военной операции в Сирии;
- Медаль «За участие в военном параде в День Победы»;
- Медаль «За отличие в соревнованиях» I место (сентябрь 2014 года) — за победу на международном конкурсе «Авиадартс-2014» в номинации «фронтовые бомбардировщики»;
- Медаль «100 лет штурманской службе Военно-воздушных сил».

#### Награды Сирии
- Орден Преданности I класса[9];
- Медаль «Боевое содружество»[9].